# Rosalba Ciarlini
Rosalba Ciarlini Rosado (Mossoró, 26 de outubro de 1952) é uma médica pediatra e política brasileira, filiada ao Progressistas (PP). Foi a 54.ª governadora do Rio Grande do Norte entre 2011 e 2015, prefeita de Mossoró durante quatro mandatos e senadora da república.

## Biografia
Rosalba Ciarlini Rosado nasceu em Mossoró, no Rio Grande do Norte, em 26 de outubro de 1952. Filha de Clóvis Monteiro Ciarlini e Maria da Conceição da Escóssia Ciarlini (Conchecita), é descendente de italianos, sendo neta do italiano Pierluigi ("Pedro") Ciarlini, um dos precursores da prática do futebol no Rio Grande do Norte.

### Carreira na Medicina

#### Formação acadêmica
Estudou o primário em Mossoró, no Colégio Dom Bosco. Aos 12 anos de idade fez o exame de admissão e foi cursar o ginasial em Fortaleza, época em que presenciou um dos momentos mais críticos do país: o Golpe Militar de 1964. Ainda na capital cearense, estudou nos Colégios das Dorotéias e Batista. Graduou-se em Medicina com residência em Pediatria pela Universidade Federal do Rio Grande do Norte (UFRN), tendo cursado os três primeiros anos na Universidade Federal da Paraíba (UFPB), onde prestou vestibular, em 1971.

#### Cargos de gestão
Exerceu como médica diversos cargos administrativos. Foi diretora da Comunidade de Saúde de Mossoró, diretora do Hospital Regional Tarcísio Maia, em 1987; fundadora da Unimed/Mossoró e a primeira mulher presidente da Cooperativa no Brasil, tendo exercido o cargo entre 1980 e 1985.

### Família Rosado
É casada com Carlos Augusto Rosado, ex-deputado e filho do ex-governador Dix-Sept Rosado, tem quatro filhos: Lorena, Carlos Eduardo, Karla e Marlos. É avó de Artur, Carlos Augusto, Sofia, Charlotte, Phillipe e Letícia. Sua irmã, Ruth Ciarlini, foi deputada estadual potiguar e vice-prefeita de Mossoró.

## Carreira política

### Prefeita de Mossoró

#### Primeiro, segundo e terceiro mandato
Nascida em Mossoró, terra da primeira eleitora da América Latina, Celina Guimarães Viana, Rosalba Ciarlini elegeu-se a primeira prefeita da cidade, governando o município por três mandatos. Iniciou a carreira política em 1988 quando foi eleita, pela primeira vez, prefeita de sua cidade natal, na época pelo PDT, vencendo com 37 307, representando 49,7% ou uma maioria de 7 081 votos. A candidatura veio das bases, estimulada pelos conselhos comunitários. Elegeria-se novamente prefeita em 1996, sendo reeleita em 2000.

#### Candidatura a vice-governadora do Rio Grande do Norte
Em 1994, concorreu como vice-governadora, pelo PFL, na chapa encabeçada por Lavoisier Maia Sobrinho, sendo derrotados ainda no primeiro turno para Garibaldi Alves Filho. Da primeira eleição até a reeleição em 2000, passando pelo Senado e governo do Estado, Rosalba teve votações consagradoras.

#### Obras, popularidade e índice de aprovação
Foi a prefeita que transformou Mossoró, fazendo dos fatos históricos a oportunidade de emprego e renda, através dos eventos culturais, como o Auto da Liberdade e Chuva de Bala no País de Mossoró. Em seu governo, a cidade teve conceito de 27ª melhor cidade do Brasil para se morar e fazer carreira, além de ter a 13ª melhor rede de saúde pública do país. Em 12 anos de mandato, deixou a Prefeitura com 96% de aprovação.

#### Quarto mandato

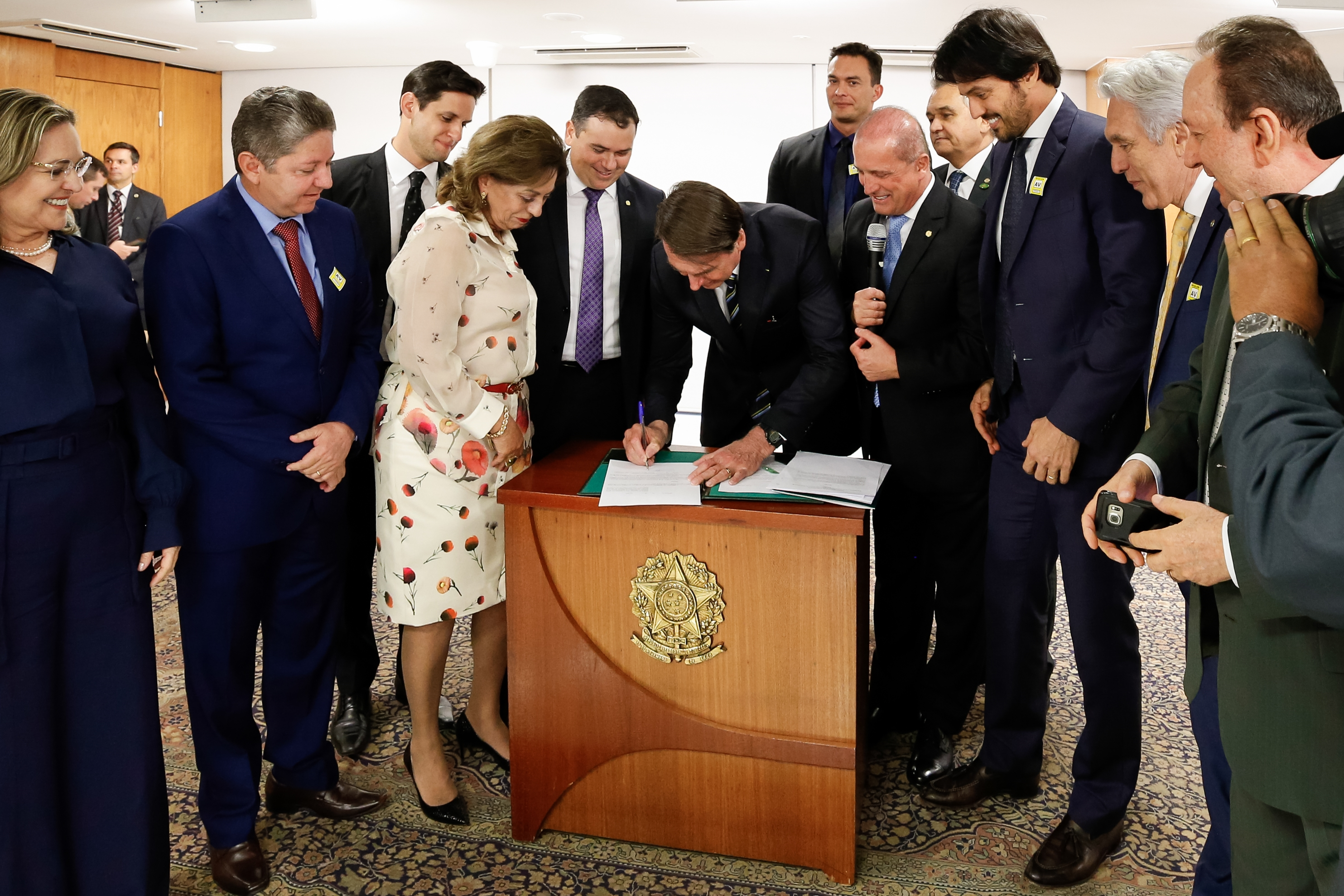
A prefeita Rosalba no ato de assinatura da regulamentação das atividades salineiras, em junho de 2019.

Rosalba foi candidata à prefeitura de Mossoró, pelo Partido Progressista, nas Eleições de 2016. tendo como vice-prefeita a dentista mossoroense, Nayara Gadelha. A chapa encabeçada por Rosalba contou com o apoio do PDT do prefeito de Natal, Carlos Eduardo Alves e do PTdoB da ex-governadora Wilma de Faria. Teve como principal rival o empresário Tião Couto, do PSDB,  que tinha como vice Jorge do Rosário, do PR. Rosalba foi eleita com uma maioria de 15 486 votos (51,12%). Sua eleição trouxe a família Rosado de volta à administração do município. 

### Senadora

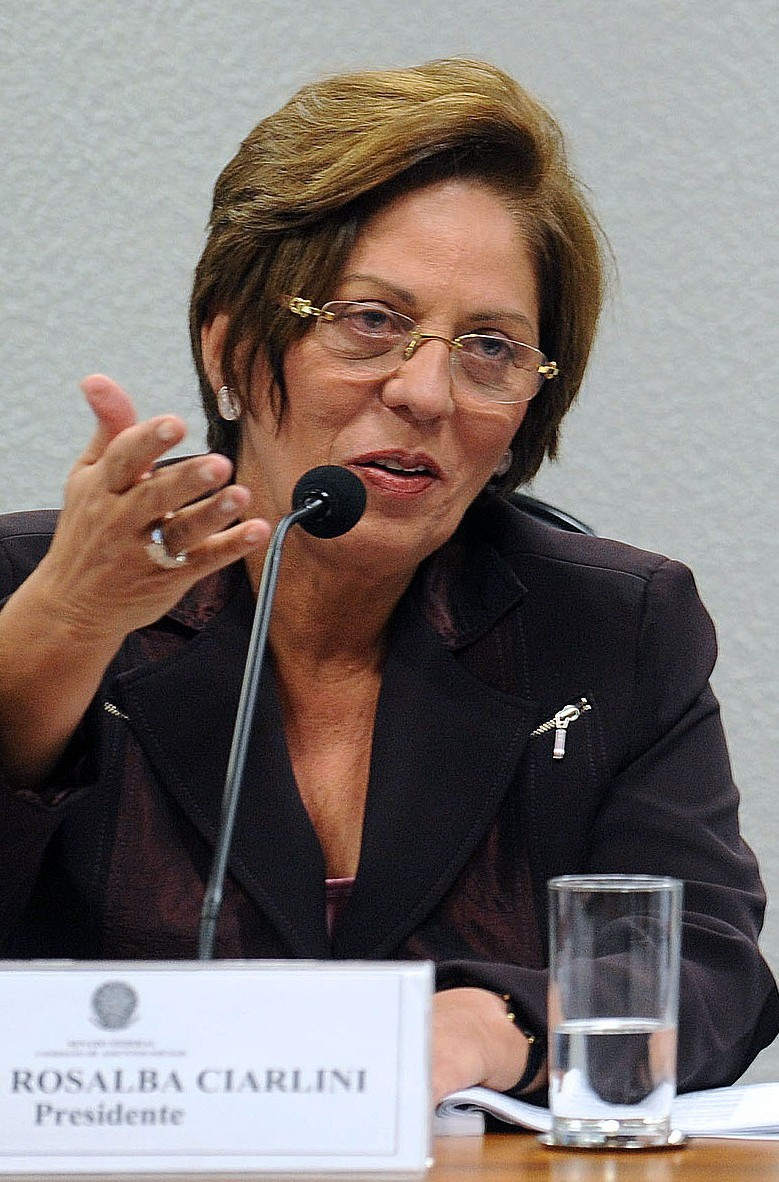
Rosalba Ciarlini como senadora.

#### Atuação no Senado
Em 2006 chegou ao Parlamento como a primeira senadora do Rio Grande do Norte, após uma dura disputa contra o então senador Fernando Bezerra, por uma diferença de 0,76% dos votos. e nos 4 anos de mandato apresentou cerca de 60 proposições. Em 2009, assumiu a presidência da Comissão de Assuntos Sociais. Sob sua presidência, a CAS aprovou quase 200 matérias de interesse do cidadão brasileiro.

#### Relatoria de projetos
Com atuação marcante em defesa dos municípios, no Senado, Rosalba Ciarlini foi relatora de projetos importantes, como o da Transposição do Rio São Francisco, que beneficiará cerca de 12 milhões de nordestinos; da regulamentação das profissões de mototaxista e motoboy e do piso salarial dos agentes comunitários de saúde. É autora das Propostas de Emenda à Constituição (PECs) que aumenta a Licença-maternidade para seis meses e da convocação imediata dos aprovados em concurso público e do projeto que cria a primeira Zona de Processamento e Exportação do Semi-árido, a ZPE do Sertão, autorizada pelo presidente da República.

#### Projetos de Lei do Senado
Propôs o Projeto de Lei do Senado nº 14, de 2010, que pretendia "alterar a Lei nº 11.340, de 7 de agosto de 2006, para prever tipo penal para a autoridade policial que não adotar as medidas legais cabíveis para a proteção de mulher em situação de violência doméstica, se da omissão resultar lesão corporal ou morte", todavia o projeto, atualmente, está com sugestão de arquivamento, feita pelo atual Senador Relator, Sr. Anibal Diniz, em função da existência do Requerimento nº 4, de 2011, de autoria da Senadora Ana Rita e outras parlamentares, para criação de Comissão Parlamentar Mista de Inquérito, para "investigar a situação de violência contra a mulher no Brasil e apurar denúncias de omissão do poder público com relação à aplicação de instrumentos instituídos em lei para proteger as mulheres em situação de violência".
Das onze comissões técnicas do Senado, Rosalba foi membro de oito, entre elas, a Comissão de Educação; Comissão de Desenvolvimento Regional e Turismo; Relações Exteriores, Comissão de Assuntos Econômicos e Infraestrutura.

#### Presidência da Comissão de Assuntos Sociais do Senado
Ocupou o cargo de senadora até dezembro de 2010 (assumindo o seu lugar o suplente Garibaldi Alves, pai do senador Garibaldi Alves Filho) e em 2011 assumiu o governo do Rio Grande do Norte. Foi presidente da Comissão de Assuntos Sociais do Senado, no período de 2009-2010
Em 2010, Rosalba foi eleita pelos jornalistas que cobrem o Congresso Nacional como um dos cinco parlamentares que mais trabalharam pela saúde pública. O Projeto de Emenda à Constituição -PEC da Licença-maternidade, de autoria da senadora, também foi escolhido como o mais importante projeto de iniciativa do Congresso.

### Governadora do Rio Grande do Norte

#### Primeiro período de governo
Nas eleições estaduais no Rio Grande do Norte em 2010 foi eleita governadora daquele estado já no 1° turno com 52,46% dos votos válidos, o que representa 813.813 votos, nas eleições de 3 de outubro de 2010. Seu vice era Robinson Faria, que rompeu com a governadora ainda no primeiro ano de gestão.
No entanto, sua gestão passou por várias dificuldades. Ao assumir o governo em 1° de janeiro de 2011, se deparou com um "rombo" nas contas públicas de quase R$ 1 bilhão, o estado estava inadimplente e sem dinheiro previsto no orçamento. Contraditoriamente a sua história, a saúde pública é um dos piores problemas. Em 2011, o governo de Rosalba Ciarlini enfrentou um movimento de greve geral do funcionalismo público intitulado de Rio Greve do Norte jamais visto nas últimas décadas no Estado. No Twitter, os adeptos aos movimento usaram a hashtag #riogrevedonorte para chegar ao primeiro lugar no Trending Topics Brasil como o assunto mais falado no Twitter brasileiro no dia 23 de maio de 2011. Dois dias depois vários manifestantes foram às ruas da capital do Estado protestar contra a situação de paralisia dos serviços públicos.

#### Ações do governo
Embora seja médica e tenha obtido sucesso na área da saúde nos demais mandatos, Rosalba Ciarlini foi ameaçada de ser denunciada à Organização dos Estados Americanos (OEA) por supostamente negligenciar diante da situação do Hospital Monsenhor Walfredo Gurgel, principal hospital geral do Rio Grande do Norte. Um Plano de Enfrentamento para os serviços de Urgência e Emergência da Saúde Pública foi anunciado, mas até agora o governo não conseguiu avançar.
- Denúncias de corrupção no Detran de Mossoró- reduto político de Rosalba Ciarlini - também abalaram a credibilidade do governo. O desgaste do governo foi maior porque as denuncias foram veiculadas no programa jornalístico dominical Fantástico da TV Globo em nível nacional.

O governo também se mostrou ineficiente no combate aos efeitos da seca. Apesar de elaborar um plano de enfrentamento do problema, o governo Rosalba Ciarlini não consegui investir mais que 2% do previsto. Entretanto, espera-se reversão do quadro com a aprovação de um vultuoso empréstimo ao Estado previsto no Orçamento da União de 2013,
Na Segurança Pública, o governo Rosalba Ciarlini não conseguiu conter ondas de assaltos aos ônibus que fazem o transporte público de Natal.

#### Educação
Na educação a gestão de Rosalba Ciarlini é apontado como a que mais investiu no setor em mais de duas décadas . Em relação à infraestrutura das escolas o Governo do Estado também está reformando centenas de escolas em todo o Rio Grande do Norte e construindo 10 Centros de Educação Profissional distribuídos por todas as regiões, aumento de 76% em 3 anos de mandato aos professores, a modernização da Secretaria de Educação e Cultura (SEEC) implantação do novo Sistema de Gestão de Pessoal da SEEC, o SAGEP, que por sua vez será interligado ao Sistema Integrado de Gestão da Educação (SIGEduc), criado a partir da customização do SIGAA, da UFRN. Várias ações vem sendo feitas na área pedagógica, citando programas importantes como o Ensino Médio Inovador; Ensino Médio Noturno Diferenciado de Educação Empreendedora, como o Despertar; o programa Conquista, para corrigir distorções de idade/série; os cursinhos preparatórios para vestibular; e o Pronatec, que semente nos três últimos semestres abriu mais de 15 mil vagas em cursos profissionalizantes para os estudantes da rede estadual.

#### Desenvolvimento
Na área do desenvolvimento do Estado, o lançamento do Projeto RN Sustentável  é um Acordo de Empréstimo firmado entre o Banco Mundial e o Governo do Estado do Rio Grande do Norte, por meio da Secretaria de Estado do Planejamento e das Finanças – SEPLAN, no valor de US$ 400 milhões de dólares norte americanos, destinado a integrar um conjunto de ações multissetoriais com objetivo de contribuir com os esforços do Governo para reverter o cenário de baixo dinamismo socioeconômico do Estado e apoiar ações de modernização da gestão do setor público para prestação de serviços de forma mais eficaz e eficiente, visando à melhoria da qualidade de vida da população potiguar, alinhando a estratégia de desenvolvimento do Estado (PPA 2012-2015 e Programa RN Mais Justo) com o objetivo do governo federal de erradicação da Pobreza Extrema. Ele propõe intervenções estratégicas de planejamento governamental no contexto de inclusão socioeconômica, ampliando e melhorando a qualidade dos serviços de educação, de saúde e de segurança pública, e o acesso a oportunidades de ocupação e renda no meio rural e urbano, em busca do avanço da produtividade e competitividade dos setores produtivos ligados à agricultura familiar e à economia solidária, com uma visão estratégica de desenvolvimento regional integrado, centrando esforços no desenvolvimento dos territórios com dificuldades para geração de emprego e renda, objetivando dinamizar a economia local e beneficiar os municípios com maiores problemas relacionados ao baixo rendimento econômico, a vulnerabilidade social e a degradação ambiental].No que diz respeito à melhoria da gestão do setor público, o RN Sustentável se concentrará no desenvolvimento da governança pública destinada a melhoria dos gastos públicos e dos serviços prestados à população, priorizando os setores da saúde, da educação e da segurança pública.

#### Saneamento Básico
Na área de saneamento básico o Governo lançou o Programa Sanear RN. Com um investimento de R$ 1,4 bilhão, o Governo do Estado está dando um grande salto no processo de universalização do saneamento urbano em 18 municípios potiguares, com a implantação de 1,6 mil km de rede de esgoto, além da construção de estações de tratamento e 50 estações elevatórias de esgoto. Em apenas dois anos, o Sanear RN beneficiará 80% da população do Rio Grande do Norte e quase 100% dos natalenses. A cada R$ 1,00 investido em saneamento, são economizados R$ 4,00 na saúde pública. Os recursos destinados para aumentar a cobertura do esgotamento sanitário são provenientes do Programa de Aceleração do Crescimento (PAC) do Governo Federal. Atualmente, o Sanear RN contempla as cidades de Natal, Areia Branca, Assú, Goianinha, Jardim de Piranhas, João Câmara, Mossoró, Nova Cruz, Pium, Cotovelo e Pirangi, Pau dos Ferros, São José de Mipibu, Tibau do Sul e Pipa, Canguaretama, Apodi, Parelhas, São Paulo do Potengi, Macaíba e Caicó, com a execução de obras para garantir a coleta e tratamento de esgotos.

#### Diminuição da base de governo
No plano político a gestão Rosalba teve início com o apoio dos seguintes partidos: DEM, PMDB, PMN, PSD, PR, PP, PSDB, PV, PTN, PTB, PSL e PSC.  Após 3 anos de administração a base política do Governo se "esfarelou"com a saída do PSD do vice-governador Robinson Faria em 2011, do PMDB, PV e PSL em 2013. A gestão não possuiu mais a maioria na Assembleia Legislativa e teve diversas dificuldades em aprovar projetos de seu interesse no plenário da ALRN.

#### Eleições de 2014
Em 2014, com a decisão de seu partido DEM, de apoiar o peemedebista Henrique Eduardo Alves ao governo do estado, Rosalba não encontrou chances para sua reeleição. Isso, principalmente,  a sua baixa aprovação de apenas 7%, a menor do Brasil. Sem a chance de se reeleger, a então Governadora afastou-se do seu partido e anunciou que se desfiliaria, no término de seu mandato.
Após deixar o governo do estado, Rosalba desfiliou-se do DEM e, posteriormente, se filiou ao PP, por convite do deputado federal, Beto Rosado.

### Eleições de 2018
Em 2018, a família Rosado lançou Larissa Rosado como candidata a deputada estadual pelo PSDB, Beto Rosado como candidato a deputado federal pelo PP e Kadu Ciarlini (filho de Rosalba) como candidato a vice-governador na chapa do ex-prefeito de Natal, Carlos Eduardo Alves (PDT). No entanto, Beto Rosado (PP) foi o único representante do grupo que conseguiu se eleger. No segundo turno, a chapa de Carlos Eduardo e Kadu Ciarlini declarou apoio a Jair Bolsonaro. A vereadora de Mossoró, Sandra Rosado (PSDB) e o ex-secretário municipal Lahyre Rosado Neto (PSDB) desistiram de entrar na disputa eleitoral.

### Eleições municipais de 2020
Rosalba foi candidata a reeleição em 2020, ano em que o mundo passou pela pandemia do coronavírus, tendo como vice o empresário Jorge do Rosário (PL), seu rival em 2016. No dia 15 de Novembro do mesmo ano, data da eleição, Rosalba foi superada pelo deputado estadual Allyson Bezerra (Solidariedade) que obteve 65.297 (47,52%) votos contra 59.034 (42,96%) da prefeita, dando fim a sua possibilidade de permanecer no poder. Após os 4 mandatos, Rosalba entrou para a história como a pessoa que governou Mossoró por mais tempo, 16 anos.

## Desempenho em Eleições
| Ano  | Eleição                         | Partido | Cargo            | Votos   | %      | Resultado  | Ref    |
| ---- | ------------------------------- | ------- | ---------------- | ------- | ------ | ---------- | ------ |
| 1988 | Municipal de Mossoró/RN         | PDT     | Prefeita         | 37.307  | 49,7%  | Eleita     | [ 5 ]  |
| 1994 | Estadual do Rio Grande do Norte | PFL     | Vice-Governadora | 359.870 | 38,7%  | Não Eleita | [ 5 ]  |
| 1996 | Municipal de Mossoró/RN         | PFL     | Prefeita         | 57.407  | 62,64% | Eleita     | [ 5 ]  |
| 2000 | Municipal de Mossoró/RN         | PFL     | Prefeita         | 57.369  | 54,86% | Eleita     | [ 5 ]  |
| 2006 | Estadual do Rio Grande do Norte | PFL     | Senadora         | 645.869 | 44,18% | Eleita     | [ 17 ] |
| 2010 | Estadual do Rio Grande do Norte | DEM     | Governadora      | 813.813 | 52,46% | Eleita     | [ 18 ] |
| 2016 | Municipal de Mossoró/RN         | PP      | Prefeita         | 67.476  | 51,12% | Eleita     | [ 9 ]  |
| 2020 | Municipal de Mossoró/RN         | PP      | Prefeita         | 59.043  | 42,96% | Não Eleita | [ 19 ] |